# HMS Victory (sorhajó)
Az HMS Victory az Brit Királyi Haditengerészet (Royal Navy) első osztályú sorhajója, a trafalgari csatában Horatio Nelson admirális zászlóshajójaként játszott szerepe miatt minden idők egyik leghíresebb hadihajója .
A Victoryt 1759. július 23-án kezdték el építeni. 1765-ben bocsátották vízre. 3 fedélzetén 104 ágyú sorakozott: a hajó orrában 2 db 12 fontos és 2 db 68 fontos, a fedélzeten 12 db 12 fontos, a felső ágyúfedélzeten 30 db 12 fontos, a középső ágyúfedélzeten 28 db 24 fontos, az alsó ágyúfedélzeten 30 db 32 fontos ágyú volt. Építési költsége 63 176 font és 3 shilling volt. Az építéséhez körülbelül 6000 fát vágtak ki, melynek 90%-a tölgy. A hajó 69,3 m hosszú, 8,8 m a merülési mélysége, 15,8 méter a szélessége. Maximális sebessége 8-9 csomó (15–17 km/h) volt. Legénysége 850 fő volt.
A Victory több jelentős és híres tengeri csatában is részt vett: az ushantnál Sir Augustus Keppel admirális, a St. Vincent-i ütközetben Sir John Jervis admirális zászlóshajója, a trafalgari csatában pedig Horatio Nelson zászlóshajója volt.
A Victory-t konzerválták, és a portsmouthi haditengerészet bázison tekinthető meg.

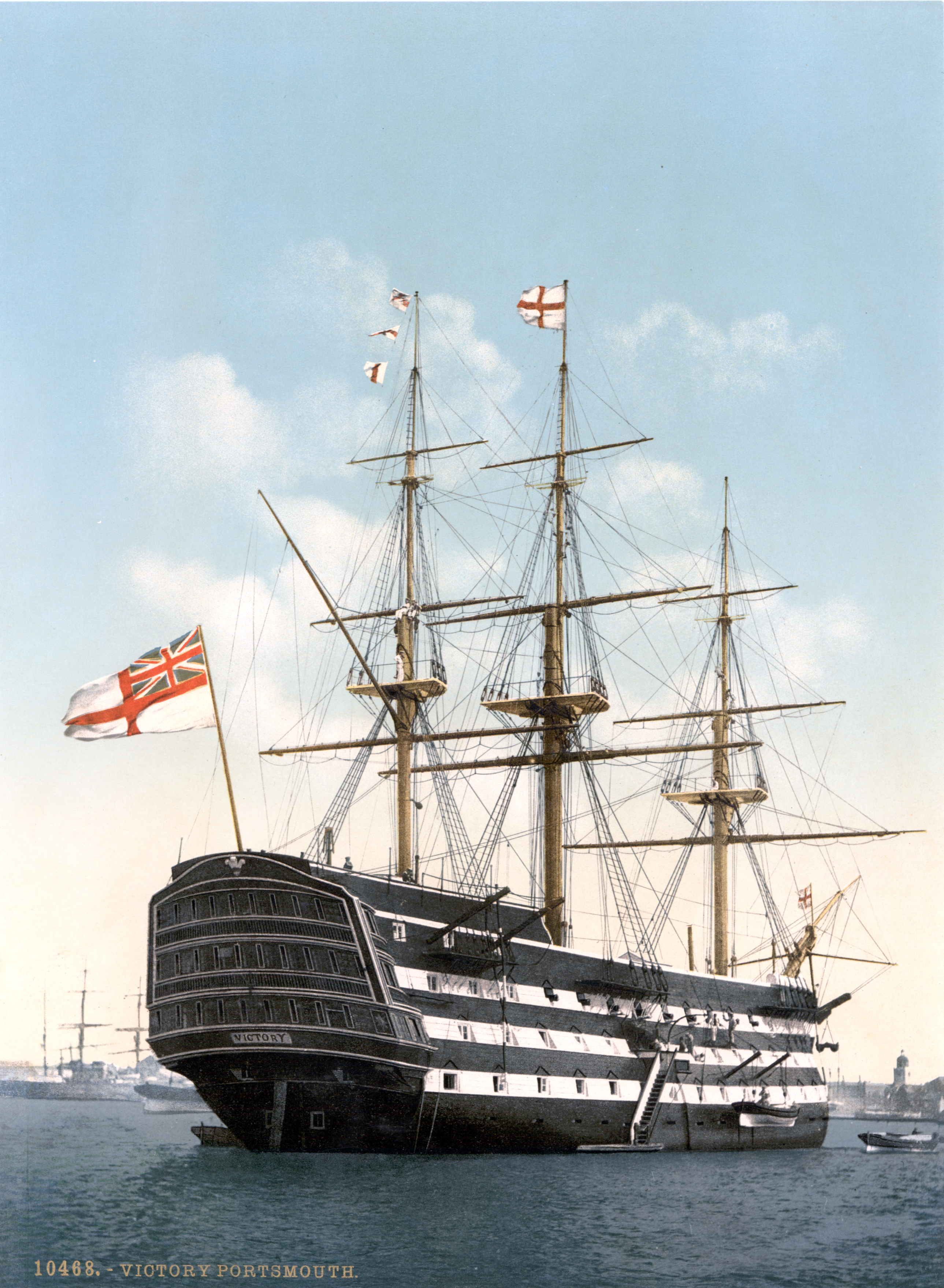
Az HMS Victory első osztályú sorhajó 1900-ban (utólag színezett kép).
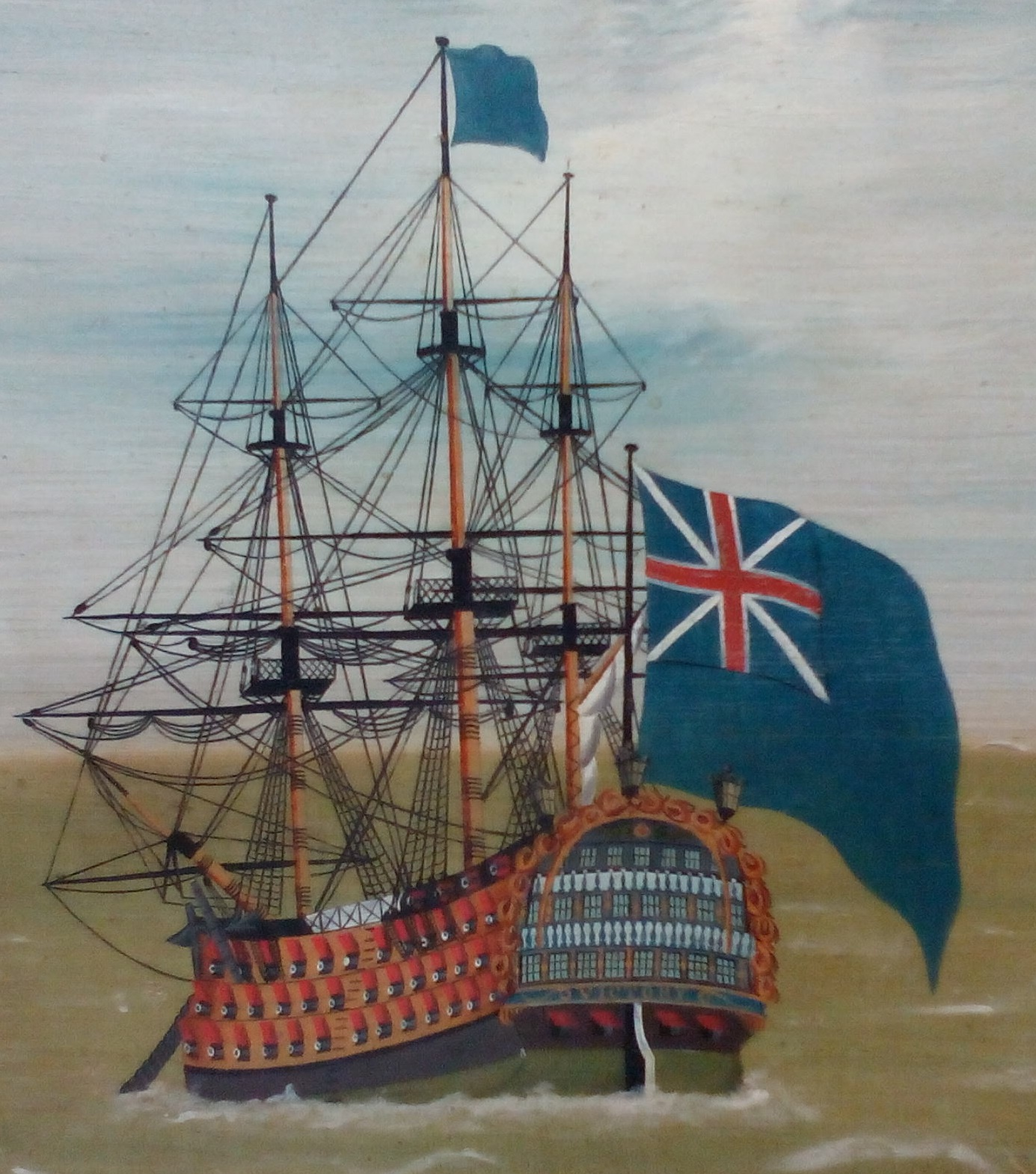
Az HMS Victory 1790 előtt.
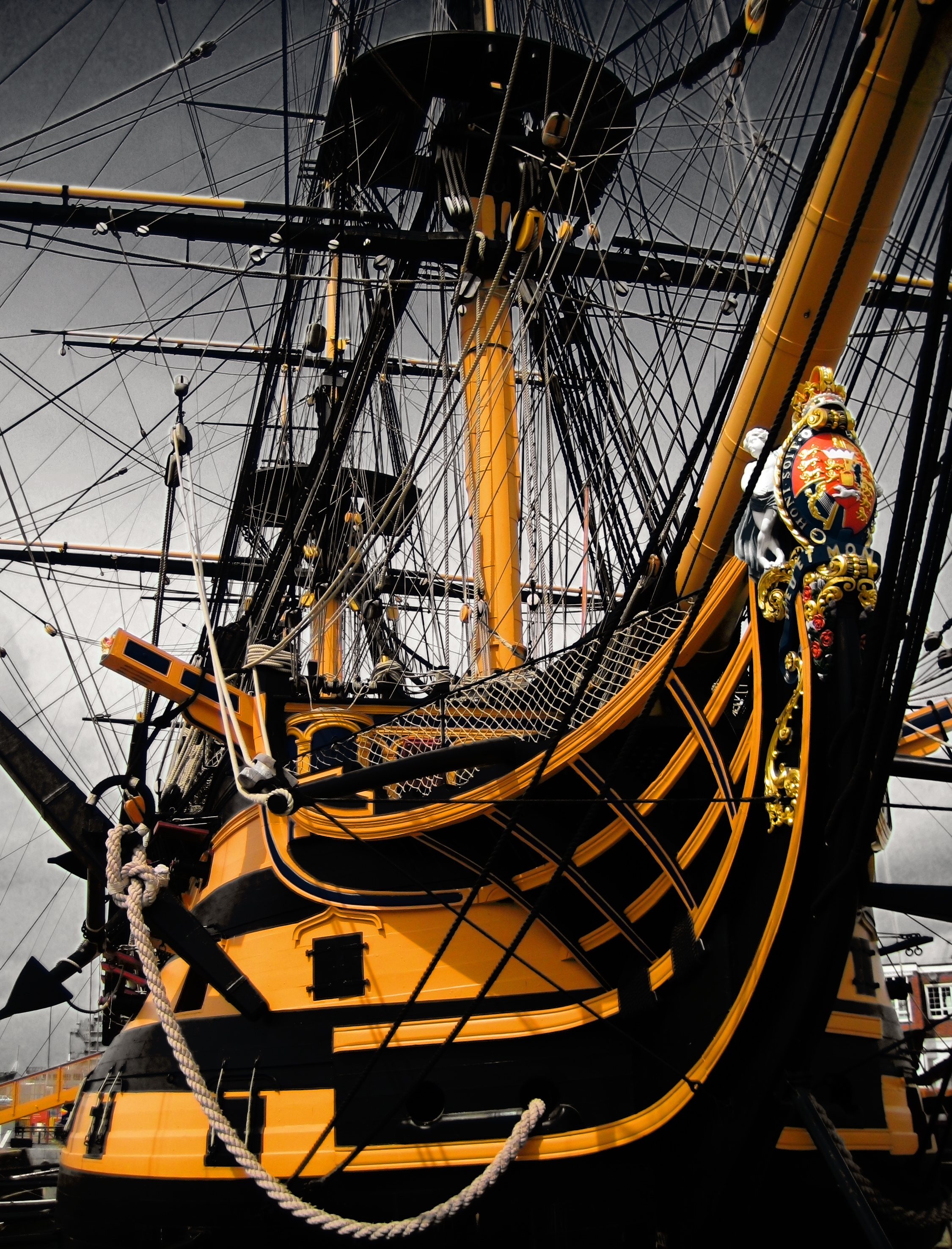
Az HMS Victory hajóorra.
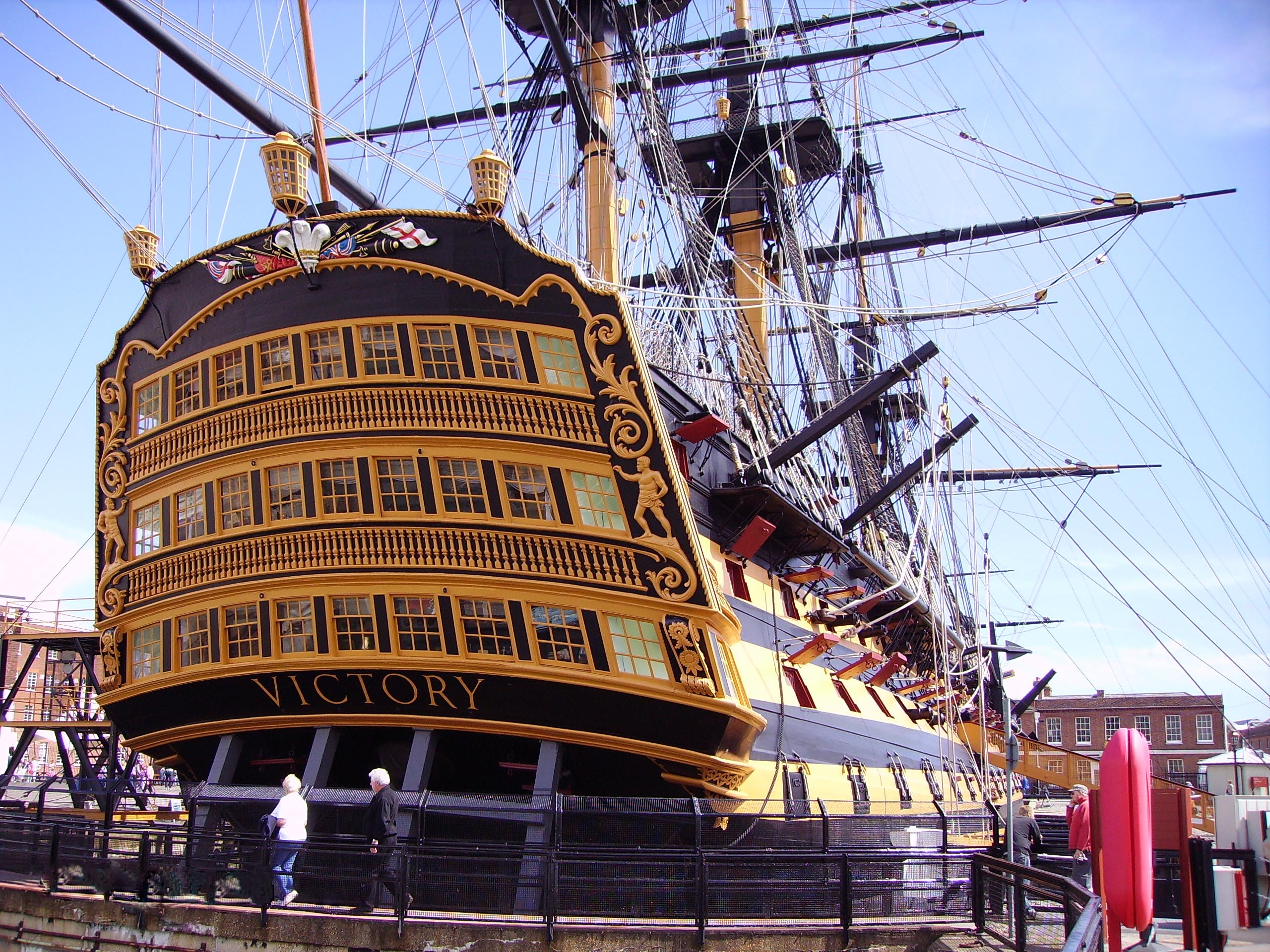
Az HMS Victory tatja.
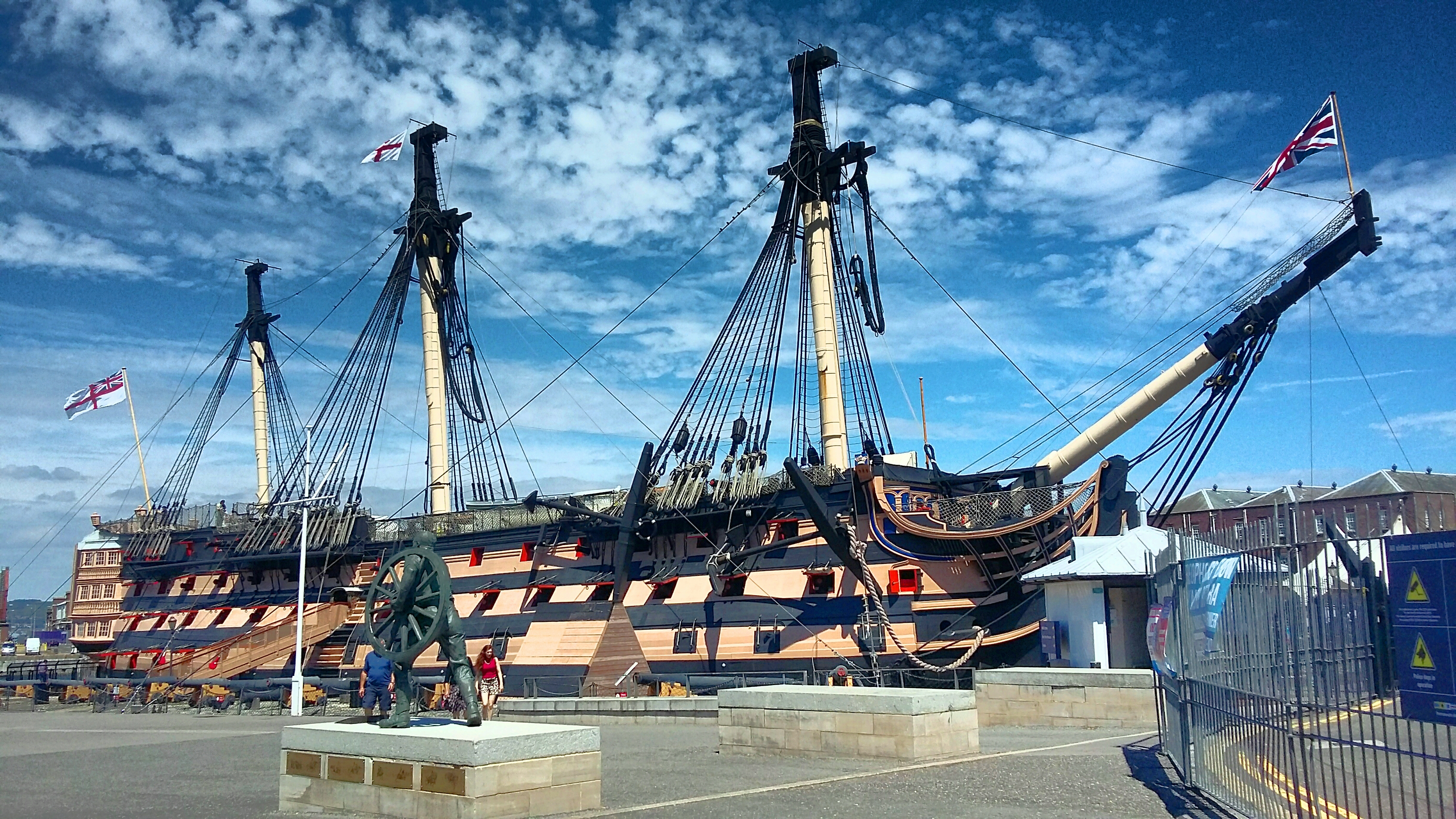
Az HMS Victory sorhajó 2017-ben.